# Zares
ZARES – socialno liberalni (bolje poznana le kot Zares; prvotno Zares - nova politika) je bila slovenska politična stranka, ki se je uvrščala med levo-sredinske stranke. Stranka je bila ustanovljena v začetku oktobra 2007, kot rezultat izstopa 6 poslancev iz Liberalne demokracije Slovenije. Predhodnica stranke je bilo društvo Zares. 17. novembra 2007 je postala članica organizacije Liberal International. Zaradi slabih volilnih rezultatov je sčasoma prenehala z delovanjem in bila leta 2015 ukinjena.

## Zgodovina
Stranka je sodelovala na državnozborskih volitvah v Sloveniji leta 2008 in se uvrstila na tretje mesto med vsemi strankami. Na volitvah v Evropski parlament junija 2009 je stranka dobila eno poslansko mesto v Evropskem parlamentu, zasedel ga je Ivo Vajgl.
Na konvenciji stranke 15. oktobra 2011 so delegati sprejeli strankin volilni program za državnozborske volitve leta 2011, sprejeli poročilo predsednika stranke Golobiča (s čimer so mu izrekli zaupnico) ter sprejeli Manifest za odgovorno ekonomijo. Istočasno so debatirali o preimenovanju stranke v Zares - socialno liberalni oz. v Zares - socialno liberalna stranka. Z 56 glasovi za in 53 proti je bila stranka preimenovana v Zares - socialno liberalni.
Leta 2015 se je stranka na izredni seji konvencije samorazpustila, leta 2024 pa je bila dokončno izbrisana iz registra političnih strank.

## Organizacija
Predsedniki
- Gregor Golobič (2007-2010; 2010-2012)[9]
- Pavel Gantar (2012-2014)[10]
- Cvetka Ribarič Lasnik (vršilka dolžnosti, 2014-2015)[2]

Podpredsedniki/a
- Peter J. Česnik (2007-2010)
- Mojca Gabrovšek (2007-2010)
- Branko Lobnikar (2007-2010)
- Felicita Medved (2007-2010)
- Andrej Rus (2007-2010)
- Nina Stankovič (2008-2010)
- Matic Vidic (2010)
- Franci Kek (2007-2010)
- Franco Juri (11. september 2010 - 2012)
- Darja Radić (11. september 2010 - 2012)
- Vito Rožej (2012 - 2015)
- Cvetka Ribarič Lasnik (2012 - 2015)

Sekretar
- Bogdan Biščak

Poslanska skupina 2008-2011
- Cvetka Zalokar Oražem (vodja)
- Franci Kek (namestnik vodje)
- Pavel Gantar
- Alojz Posedel
- Franco Juri
- Vili Trofenik
- Tadej Slapnik
- Vito Rožej
- Alojz Potočnik

Ministrici in ministra v 9. vladi Republike Slovenije
- Majda Širca, ministrica za kulturo
- Irma Pavlinič Krebs, ministrica za javno upravo
- Gregor Golobič, minister za visoko šolstvo, znanost in tehnologijo
- Matej Lahovnik, minister za gospodarstvo (odstopil), nadomestila ga je Darja Radić

Državne sekretarke in državni sekretarji v 9. vladi Republike Slovenije
- Branko Lobnikar državni sekretar za javno upravo (2008-2009)
- Tina Teržan državna sekretarka za javno upravo (2008-2009)
- József Györkös, državni sekretar za visoko šolstvo, znanost in tehnologijo
- Darja Radić, državna sekretarka za gospodarstvo (do nastopa funkcije ministrice)